# Joseph Reed Sams
Pour les articles homonymes, voir Sams.
Joseph Reed Sams (18 août 1923-20 mai 2000) est un homme politique canadien de l'Ontario. Il est député fédéral progressiste-conservateur de la circonscription ontarienne de Wentworth de 1962 à 1963.

## Biographie
Né à Clarion dans l'Iowa, Sams travaille comme agent d'assurances.
Élu en 1962, sa carrière parlementaire est de courte durée, car il est défait par John B. Morison en 1963. Il est à nouveau défait par Morison en 1965.